# Tony Stokes
Tony Stokes (* 7. Januar 1987 in London, England) ist ein englischer Fußballspieler, der zurzeit beim ungarischen Erstligisten Újpest FC unter Vertrag steht.
Der Mittelfeldspieler, der aus der bekannten Jugendarbeit von West Ham stammt, debütierte 2005 im Carling Cup im Alter von 18 Jahren. Während der Saison 2005/06 war er an Rushden & Diamonds ausgeliehen. Im August 2006 wurde er für einen Monat an Brighton & Hove Albion ausgeliehen, das Leihgeschäft wurde vorzeitig um einen Monat verlängert, Stokes wechselte nach Ende der Leihzeit zurück zu West Ham United, da er in Brighton keine Chance auf einen Stammplatz sah. Er wurde daraufhin zu Stevenage Borough verliehen, wo er drei Spiele absolvierte und sein erstes Karrieretor in einem Bewerbsspiel erzielte.
Nach zwei Monaten kehrte er zu West Ham United zurück. Nachdem er bei den Londonern weiterhin keine sportliche Perspektive gesehen hatte, erfolgte ein weiteres Leihgeschäft und er wechselte bis Saisonende zum ungarischen Erstligisten Újpest FC. Nachdem sein Vertrag bei West Ham United erwartungsgemäß nicht verlängert worden war, unterschrieb er einen neuen Vertrag beim Újpest FC.